# فربيون منشاري
الفربيون المنشاري (باللاتينية: Euphorbia serrata) نوع نباتي يتبع جنس الفربيون من الفصيلة اللبنية.

## الموئل والانتشار
ينتشر في غرب حوض البحر الأبيض المتوسط بما في ذلك المغرب العربي.